# 玉虫一郎一

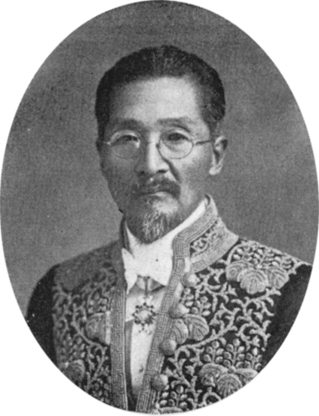
玉虫一郎一

玉虫 一郎一（たまむし いちろういち、慶應4年4月6日（1868年4月28日） - 昭和17年（1942年））は、日本の教育者。

## 経歴
宮城県仙台市出身。1895年（明治28年）、東京帝国大学文科大学英文科を卒業し、東京高等師範学校附属中学校英語歴史科講師となる。1896年（明治29年）、愛媛県尋常中学校教諭となり、1898年（明治31年）に宮城県尋常中学校教諭に転じた。1901年（明治34年）、第二高等学校教授となり、1928年（昭和3年）に校長に就任した。1932年（昭和7年）に退官し、名誉教授の称号を受けた。